# Flaviramulus basaltis
Flaviramulus basaltis ist ein psychrotolerantes Bakterium, es zeigt noch Wachstum bei einer Temperatur von −2 °C. Es wurde auf  von Pillowlava (Kissenlava) bedecktem Meeresboden in einer Tiefe von 1300 m gefunden. Es produziert bestimmte chemische Verbindungen, die z. B. in der Fischzucht zum Schutz gegen schädliche Bakterien eingesetzt werden könnten.

## Erscheinungsbild
Die Zellen von Flaviramulus basaltis sind in der exponentiellen Phase stäbchenförmig, mit einer Länge von 1–3 μm und einen Durchmesser von 0,2–0,3 μm. In der stationären Phase sind sie pleomorph („vielgestaltig“), sie erreichen hierbei eine Länge von bis zu 30 μm. Hier wurden auch verzweigte und gekräuselte Zellen beobachtet. Nach einiger Zeit in Kultur degenerieren die Zellen und bilden Sphäroplasten mit einem Durchmesser von 0,15–1 μm. Nach 1 Monat sterben sie ab. Hierbei ist allerdings zu beachten, dass die von der Pillowlava entnommenen Proben mit den Bakterien zuvor 3 Jahre lang bei 10 °C und ohne ständige Zufuhr von Nahrung gelagert wurden.
Die Zellen sind durch polare Adhäsion am Glasobjektträger beweglich, mit einer Rotationsbewegung von etwa 3 Umdrehungen pro Sekunde. Die Zellen hefteten sich an der Oberfläche mit dem gegenüberliegenden Zellpol und lösten sich dann von dem ersten Pol. Diese Art der Bewegung wurde auch schon bei anderen, verwandten Arten der Familie Flavobacteriaceae beobachtet. An den Zellpolen können auch Anhänge vorhanden sein.
Es sind gelb- und orange-gefärbte Pigmente vorhanden. Hierbei ist allerdings nicht das Pigment Flexirubin vorhanden. Bei Flexirubin handelt es sich um ein gelb-färbendes Pigment, welches von vielen Arten der Familie Flavobacteriaceae gebildet wird. Es ist ein wichtiges Merkmal, das zur Unterscheidung und Identifizierung dieser Arten beitragen kann. Auf der Farbe des Pigments beruht auch der Name der Familie (lateinisch flavus ‚gelb‘).

## Stoffwechsel und Wachstum
Flaviramulus basaltis ist auf Sauerstoff angewiesen (aerob). Der Stoffwechsel ist chemoorganotroph. Zum Wachstum werden Meersalz, Hefeextrakt oder Thiamin, sowie Aminosäuren benötigt. Das häufigste Menachinon ist MK-6. Der Katalase-Test verläuft positiv, der Oxidase-Test negativ. Das Bakterium ist psychrotolerant („kälte-tolerierend“), es zeigt noch Wachstum bei −2 °C. Die höchste Wachstums-Temperatur liegt bei 34 °C, das Optimum liegt zwischen 17,5 und 22,8 °C. Es toleriert pH-Werte zwischen 6,5 und 8,6. Der GC-Gehalt beträgt 31,4 %.
Das Bakterium nutzt zur Ernährung organische Säuren und Aminosäuren. Alkohole werden nicht genutzt. Es produziert Säuren von verschiedenen Zuckern. Es hydrolysiert u. a. L-Tyrosin, Esculin, Gelatine und Stärke. Agar, Cellulose und Chitin werden nicht genutzt.

## Systematik
Flaviramulus basaltis zählt zu der Familie Flavobacteriaceae, der Ordnung Flavobacteriales innerhalb der Abteilung Bacteroidetes. Sie ist die Typusart der Gattung Flaviramulus. Zu der Gattung wurden im Januar 2022 noch zwei weitere Arten gezählt, Flaviramulus aquimarinus, im Jahr 2015 beschrieben, und die Art Flaviramulus aestuariivivens, 2017 beschrieben. Flaviramulus ichthyoenteri, beschrieben von Zhang et al. im Jahr 2013, wurde zu der Gattung Wocania gestellt.
Die Namensgebung Flaviramulus basiert auf den lateinischen Wörtern flavus ‚gelb‘ und ramulus ‚kleiner Zweig‘, oder eine zweig-ähnliche Form, letzteres bezieht sich auf das Auftreten von verzweigten Zellen. Der Artname R. basaltis bezieht sich auf den aus der Basaltart Pillowlava bestehenden Fundort.

## Ökologie
Flaviramulus basaltis wurde auf aus Basalt bestehender Pillowlava des Meeresbodens in einer Tiefe von 1300 m gefunden. Hierauf bezieht sich der Artname F. basaltis. Der Fundort lag in der Nähe von Jan Mayen, einer Insel an der Grenze zwischen dem Europäischen Nordmeer und der Grönlandsee. Die Temperatur lag dort bei −0,7 °C, Im Labor zeigte sich noch Wachstum bei −2& °C, Flaviramulus basaltis kann man also als psychrotolerant („kälte-tolerierend“) bezeichnen. Alle bis 2021 beschriebenen Arten sind marin.

## Quorum-Quenching

Generelle Struktur der N-Acyl-Homoserinlactone

Bei mehreren, Flaviramulus basaltis genetisch sehr nahe stehenden (96,7 % – 96,8 %) Stämmen wurden Quorum-Quenching-Enzyme (deutsch so viel wie: „Quorum-unterdrückende Enzyme“) nachgewiesen. Solche Enzyme dienen der Störung des
Quorum sensing von Bakterien. Bei dem Quorum sensing handelt es sich um eine Art Zellkommunikation zwischen Bakterien allgemein oder auch nur innerhalb einer speziellen Art. Hierbei werden Signalstoffe an die Umwelt abgegeben und von den „Sensoren“ anderer Bakterien der gleichen Art aufgenommen und interpretiert. Das QS ist z. B. wichtig für die Bildung von Biofilmen und Wirtsbefall durch pathogene Bakterien.
Der Weg des Quorum-Sensing kann an mehreren Stellen unterbrochen werden. So kann die  Produktion von Signalen, die Freisetzung von Signalmolekülen, die Erkennung von Signalmolekülen durch Rezeptoren oder die Aktivierung von bestimmten Genen aufgehalten werden. Die Störung kann durch kleine, als Antagonisten wirkende Moleküle oder durch den Abbau der Signalstoffe mittels bestimmter Enzyme ausgelöst werden. Bei Flaviramulus basaltis ist für die Quorum-Unterdrückung ein Lactonase-Enzym wichtig, dieses Enzym verursacht die Hydrolyse von N-Acyl-Homoserinlactonen (AHLs).
Das Quorum-Quenching wurde als Alternative zu Antibiotika zum Schutz bei z. B. Fischzuchten vorgeschlagen. Es kann gezielt gegen bestimmte krankheitserregende Bakterien angewendet werden. Die Quorum-unterdrückenden Enzyme würden dazu eingesetzt, um die Besiedlung von durch QS miteinander kommunizierenden, parasitären Bakterien einzudämmen bzw. zu verhindern. Hierbei wäre auch die Gefahr eine Resistenzbildung der Bakterien gering. Hiermit könnte man gezielter gegen spezielle Schädlinge vorgehen, was auch umweltfreundlicher wäre. Auch bei Flaviramulus ichthyoenteri (jetzt Wocania ichthyoenteri wurde Quorum quenching nachgewiesen. Das Bakterium wurde aus dem Darm des Fisches Paralichthys olivaceus isoliert.).

## Genutzte Literatur
- Noel R. Krieg et al. (Hrsg.): Bergey’s Manual of Systematic Bacteriology. 2. Auflage, Band 4: The Bacteroidetes, Spirochaetes, Tenericutes (Mollicutes), Acidobacteria, Fibrobacteres, Fusobacteria, Dictyoglomi, Gemmatimonadetes, Lentisphaerae, Verrucomicrobia, Chlamydiae, and Planctomycetes. Springer, New York 2010, ISBN 978-0-387-68572-4, S. 213–214.